# Rathenower Stremme
Die Rathenower Stremme ist ein Nebenarm des Flusses Havel im Westen des Landes Brandenburg. Sie beginnt im Stadtgebiet Rathenows und mündet nördlich des Ortes Göttlin nach etwa 4,5 Kilometer wieder in den Hauptarm. Die Rathenower Stremme bildet mit dem Hauptarm die Inseln Bauernwiese und Stremmewiese. Sie liegt im Naturschutzgebiet Untere Havel Nord. Das ganzjährige Befahren ist nur mit muskelbetriebenen Wasserfahrzeugen erlaubt. Das An- und Ablegen sowie das Betreten der Uferbereiche ist nur außerhalb des Naturschutzgebietes erlaubt.

## Beschreibung
Als ehemalige Reichswasserstraße wurde die Rathenower Stremme nicht Bundeswasserstraße, da sie am 1. Oktober 1989 von den Wasserwirtschaftsbehörden der DDR verwaltet und bis zum 25. Dezember 1993 nicht von der Wasserstraßen- und Schifffahrtsverwaltung des Bundes übernommen wurde, weswegen eine Rückübertragung ausgeschlossen ist.